# Modo ionio
Nella teoria musicale, modo ionio o ionico è il nome dato dal teorico musicale svizzero Glareano al suo nuovo modo autentico costruito sul do. Nel suo sistema di numerazione divenne l'Xi modo e tocca tutte le note naturali da un do all'altro.
Il modo maggiore (noto anche come "ionico") utilizza una scala con una precisa sequenza di toni e semitoni:
| tono-tono-semitono-tono-tono-tono-semitono |
| ------------------------------------------ |

che applicato a partire dalla nota Do genera la seguente scala di Do Maggiore:
| Do-Re-Mi-Fa-Sol-La-Si-Do |
| ------------------------ |

Ogni nota acquista un nome che ne indica la funzione, nell'ordine:
| Tonica-Sopratonica-Modale-Sottodominante-Dominante-Sopradominante-Sensibile |
| --------------------------------------------------------------------------- |

La sensibile può definirsi tale solo se si trova a distanza di semitono dalla tonica; nel caso la distanza sia di un tono (come ad esempio nella scala minore naturale) è detta sottotonica. La modale può chiamarsi anche mediante o caratteristica.
Tale successione può essere applicata partendo da qualsiasi nota, trasponendo sempre il medesimo ordine di toni e semitoni - caratteristica peculiare del sistema tonale, mentre il sistema modale prevede differenti ordini di toni e semitoni a seconda della nota di partenza.
Avremo così partendo dalla nota Re la scala di Re Maggiore:
| Re-Mi-Fa♯-Sol-La-Si-Do♯-Re |
| -------------------------- |

Le due note alterate, Fa e Do innalzati da un diesis, sono necessarie per mantenere la successione di toni e semitoni indicata. Poiché si tratta di alterazioni fisse per tutta la durata del brano, verranno indicate stabilmente ad inizio del rigo subito dopo la chiave musicale, formando la cosiddetta "armatura di chiave". Lo schema secondo il quale le alterazioni vengono via via introdotte nel progredire delle diverse tonalità è detto circolo delle quinte.